# Рогозівська вулиця (Київ)
Рогозівська вулиця — вулиця в Дніпровському районі міста Києва, житловий масив ДВРЗ. Пролягає від Алматинської вулиці до Опришківської вулиці.
Прилучаються вулиці Інженера Бородіна і Марганецька.

## Історія
Виникла в 1-й половині XX століття під назвою 622-га Нова вулиця. Сучасна назва — з 1955 року на честь села Рогозів Бориспільського району Київської області.

## Установи та заклади
- Дошкільний навчальний заклад № 700 (буд. № 4)
- Міська клінічна лікарня № 11 (буд. № 6)
- Дошкільний навчальний заклад № 703 (буд. № 10а)
- Житлово-експлуатаційна контора № 415 Дніпровського району (буд. № 4/16)

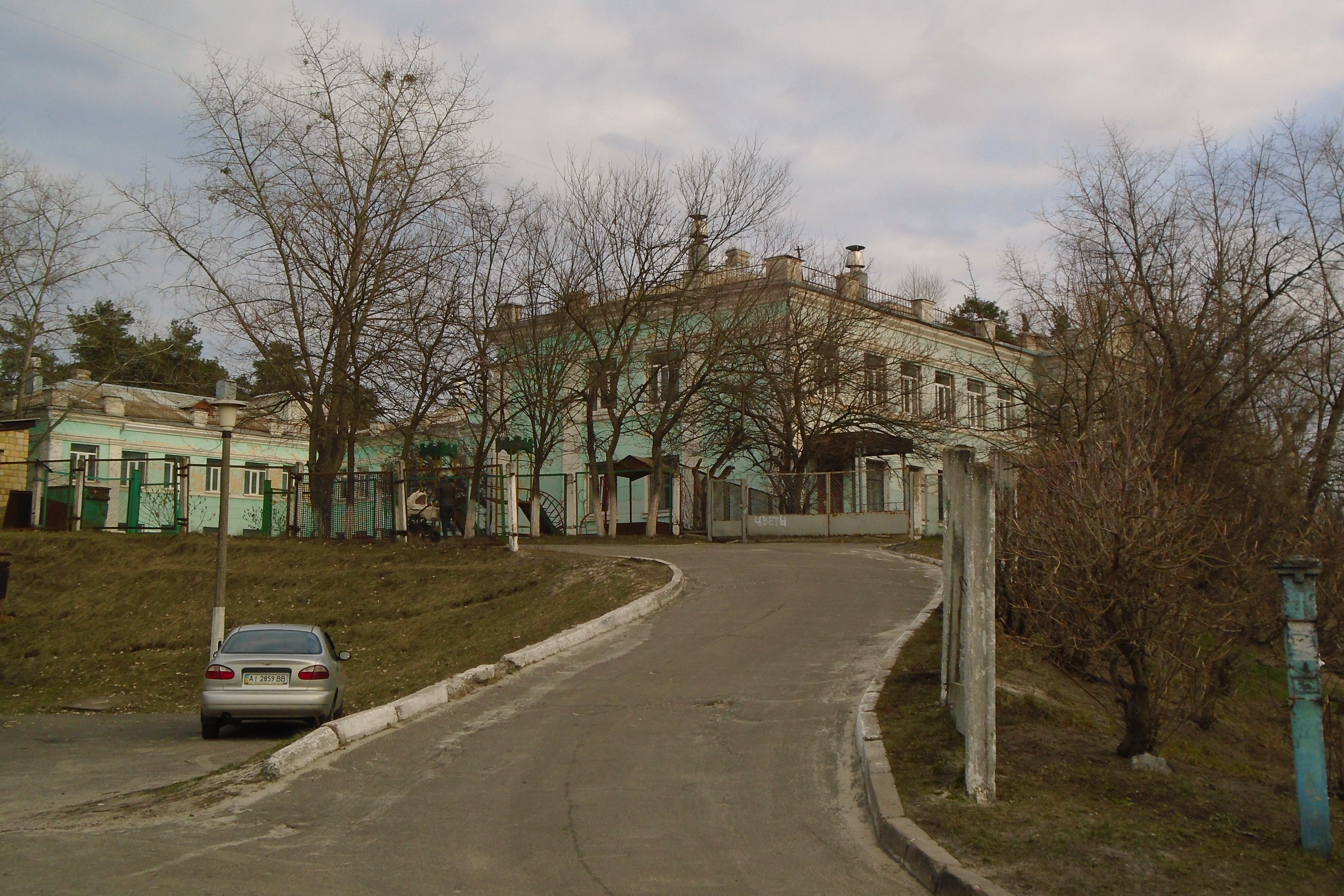
Дошкільний навчальний заклад № 700
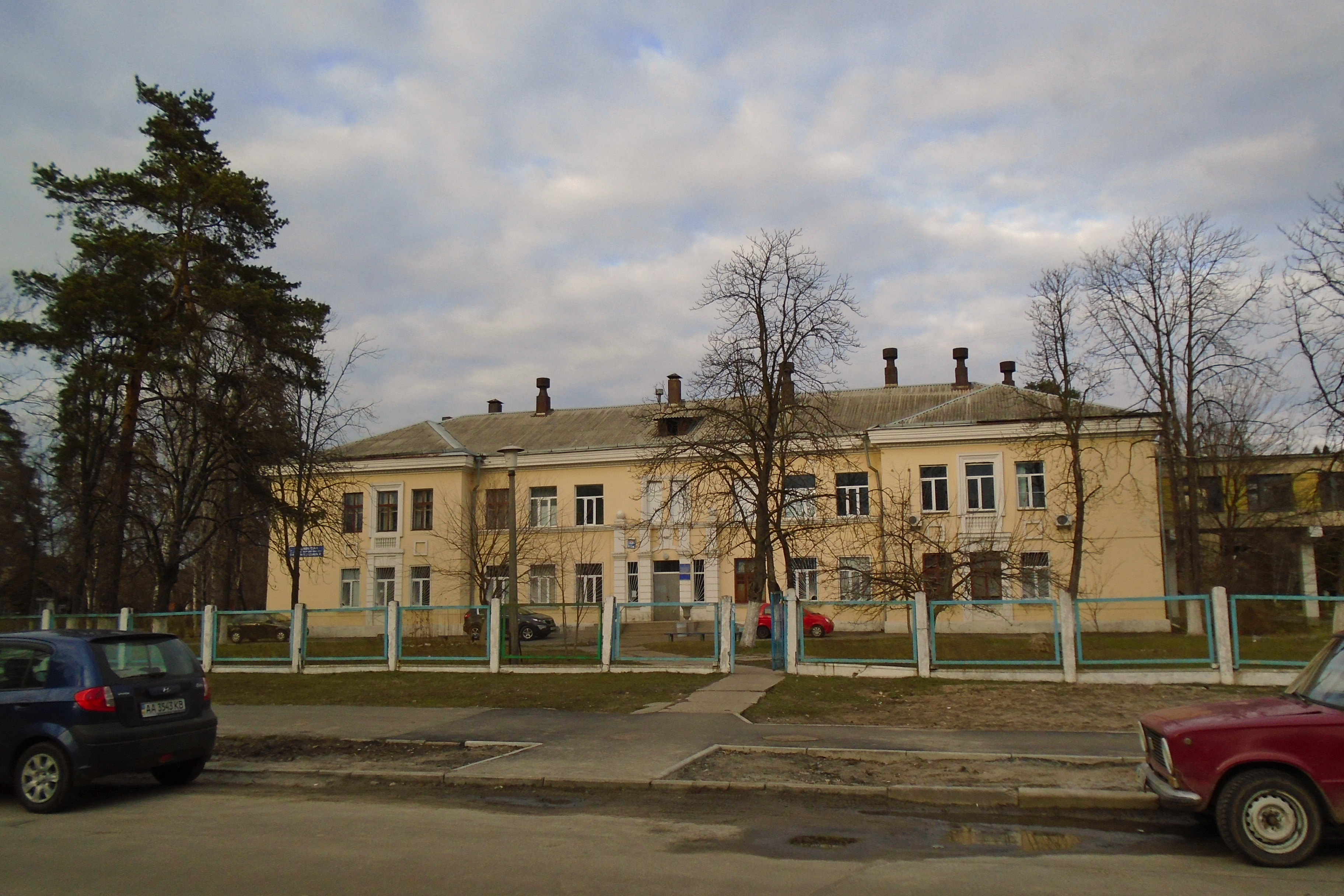
Міська клінічна лікарня № 11
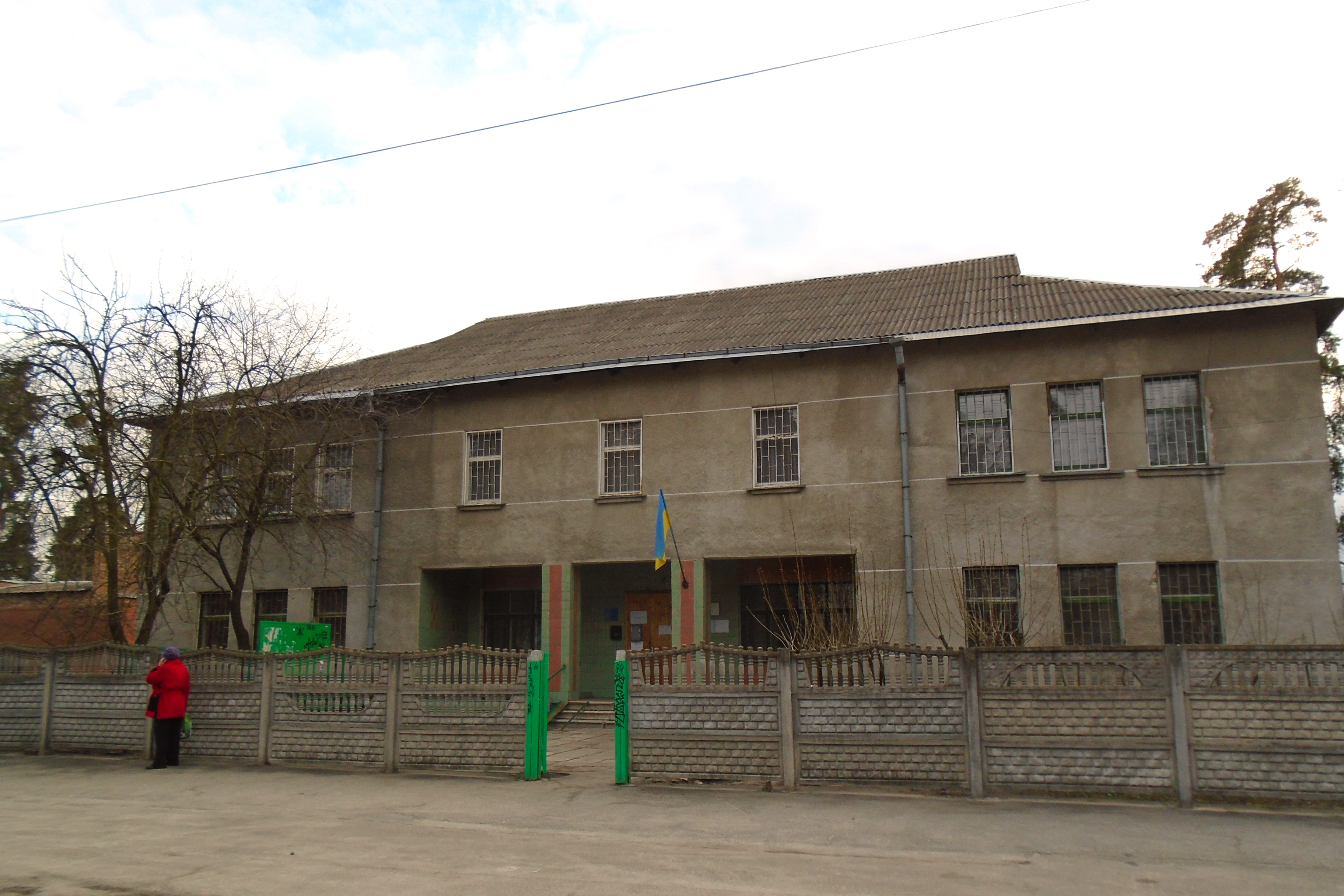
Житлово-експлуатаційна контора № 415